# 이기철 (희극인)
이기철(1947년 ~ 2007년 3월 2일)은 대한민국의 희극 배우 겸 성우, MC이다. 제주특별자치도 출신이며 서라벌고등학교를 졸업하고 중앙대학교로부터 연극영화학과 학사를 졸업했다. 1974년에 MBC 코미디언으로 데뷔했다.